# Andılar, Palu
Andılar là một xã thuộc huyện Palu, tỉnh Elâzığ, Thổ Nhĩ Kỳ. Dân số thời điểm năm 2011 là 194 người.